# Macromedia
Macromedia fue una empresa de software de gráficos y desarrollo web con centrales en San Francisco, California. Macromedia fue formada en 1992 por la fusión de Authorware, Inc. (creadores de Authorware) y MacroMind-Paracomp (creadores de Macromind Director). Sus centrales están en San Francisco, California. 
Macromedia continuó siguiendo el rastro de M&A y en diciembre de 1999 adquiría la compañía de software de análisis de tráfico Andromedia. La compañía de desarrollo Web Allaire fue adquirida en 2001, y Macromedia añadió varios productos populares de servidor y desarrollo Web a su lista.
En 2003, Macromedia adquirió la compañía de conferencia por Web Presedia y continuó desarrollando y realzando su producto de colaboración y presentación en línea basado en Flash, ofrecido bajo el nombre de Breeze. Después, en ese mismo año, Macromedia también adquirió la compañía de software de ayuda de autoría eHelp Corporation, cuyos productos incluían RoboHelp, RoboDemo (Ahora Captivate), y RoboInfo.
El 18 de abril de 2005, Adobe Systems anunció un acuerdo para adquirir Macromedia en una transacción valorada en, aproximadamente, 3400 millones de dólares.
El 3 de diciembre de 2005, Adobe Systems completa la adquisición de Macromedia.

## Programas de Macromedia
- Authorware
- Aftershock
- Breeze
- ColdFusion
- Contribute
- Director
- Dreamweaver
- Drumbeat
- Fireworks
- Flash
- Flash Player
- Fontographer
- Freehand
- Generator
- Jrun
- Kawa
- Spectra
- Ultradev
- Web Publishing System